# Provinciale weg 391
De provinciale weg 391 (N391) is een provinciale weg in Drenthe en ligt tussen Ter Apel en Erm. De weg werd in 2000 geopend. Sinds de opening is de verkeersintensiteit op deze weg elk jaar toegenomen. De voorgenomen afname van de verkeersdrukte in Emmercompascuum en Nieuw-Weerdinge is door de aanleg van deze weg gerealiseerd. Maar in de plaats hiervan stijgt de verkeersdrukte in Roswinkel.
In de regio blijven de Rondweg en de Hondsrugweg in Emmen de drukste wegen met in 2005 respectievelijk 20.000 en 22.000 passages per dag.

## Ombouw tot autoweg
In juni 2014 is begonnen met de ombouw van de N391 tot autoweg, vanaf de stadsgrens van Emmen tot aan de N366 richting Ter Apel. Hierbij werden ook de bestaande rotondes op dat traject omgebouwd tot ongelijkvloerse kruisingen en werd de weg verbreed tot 8,9 meter met een groene middenstreep. Sinds eind september 2017 is dit gedeelte van de N391 een autoweg. Eén rotonde (nl. die bij de aansluiting met het kartcentrum Pottendijk) is pas in 2025 omgebouwd tot een ongelijkvloerse kruising, vanwege te veel weerstand bij de omwonenden eerder.

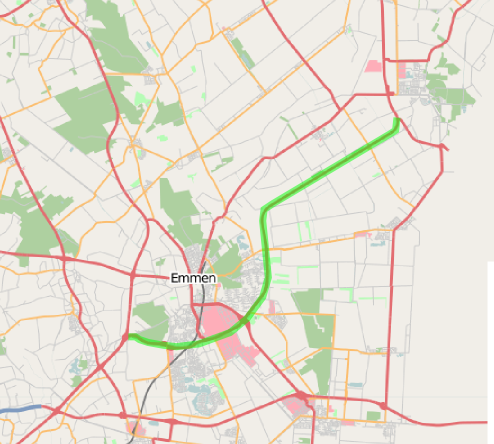
Detailkaart traject

N34 · N46 · N351 · N353 · N354 · N355 · N356 · N357 · N358 · N359 · N360 · N361 · N362 · N363 · N364 · N365 · N366 · N367 · N368 · N369 · N370 · N371 · N372 · N373 · N374 · N375 · N376 · N377 · N378 · N379 · N380 · N381 · N382 · N383 · N384 · N385 · N386 · N387 · N388 · N390 · N391 · N392 · N393 · N398

N851 · N852 · N853 · N854 · N855 · N856 · N857 · N858 · N860 · N861 · N862 · N863 · N865 · N910 · N913 · N917 · N918 · N919 · N924 · N927 · N928 · N962 · N963 · N964 · N966 · N967 · N969 · N972 · N973 · N974 · N975 · N976 · N977 · N978 · N979 · N980 · N981 · N982 · N983 · N984 · N985 · N986 · N987 · N988 · N989 · N990 · N991 · N992 · N993 · N994 · N995 · N996 · N997 · N998 · N999

Cursief vermelde wegen zijn voormalige provinciale wegen.